# 美第奇路
美第奇路（法語：Rue de Médicis）是巴黎第六区的一条街道。长170米，宽26米。它始于保罗·克洛岱尔广场（Place Paul-Claudel），止于埃德蒙·罗斯丹广场（place Edmond-Rostand）6号。
美第奇路毗邻玛丽·德·美第奇（Marie de Médicis）修建的卢森堡宫。1924年，靠近圣米歇尔大道的部分更名为埃德蒙·罗斯丹广场 。

## 历史
这条路根据1860年9月8日的法令开辟，1864年3月2日命名。它是省长乔治-欧仁·奥斯曼男爵所进行的城市规划工作的一部分。这一工程导致美第奇喷泉必须迁移重建。 
街道位于圣女日南斐法山的山麓，沿路有出版社和书店。

## 建筑
- 路的一侧为卢森堡公园和美第奇喷泉，以及奥德翁剧院。
- 1号[2] · [3].
- 5号原为以色列之家，从1920年到1979年3月27日为学生提供犹太洁食，毁于一次袭击[4][5].
- 11号：新书店（La Nouvelle Librairie），1900年开业。

曾居住于此的名人有：
- 19号（今埃德蒙·罗斯丹广场2号）：安德烈·纪德出生地[6] ;
- 5号：弗朗西斯·普朗克[7]。

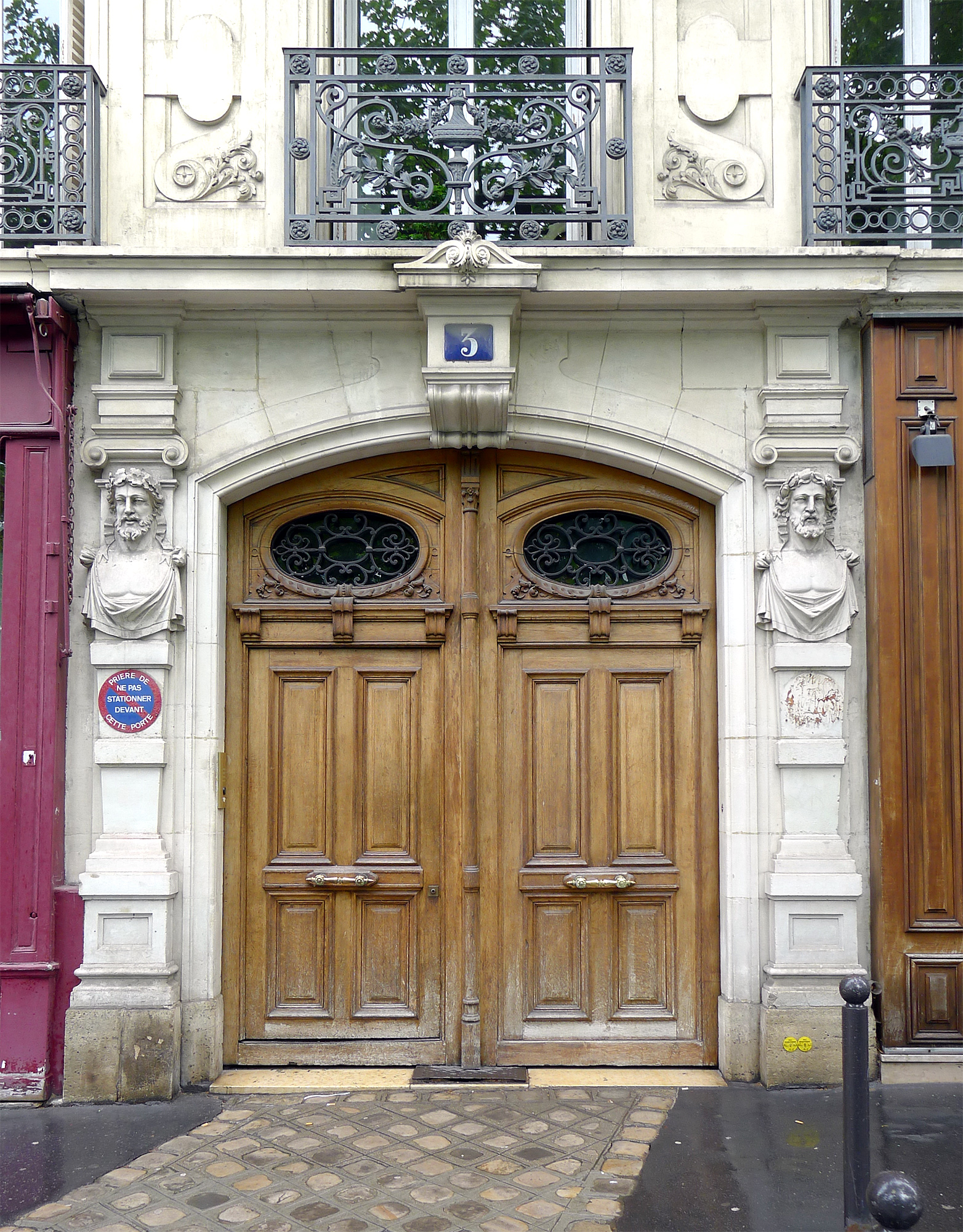
3号
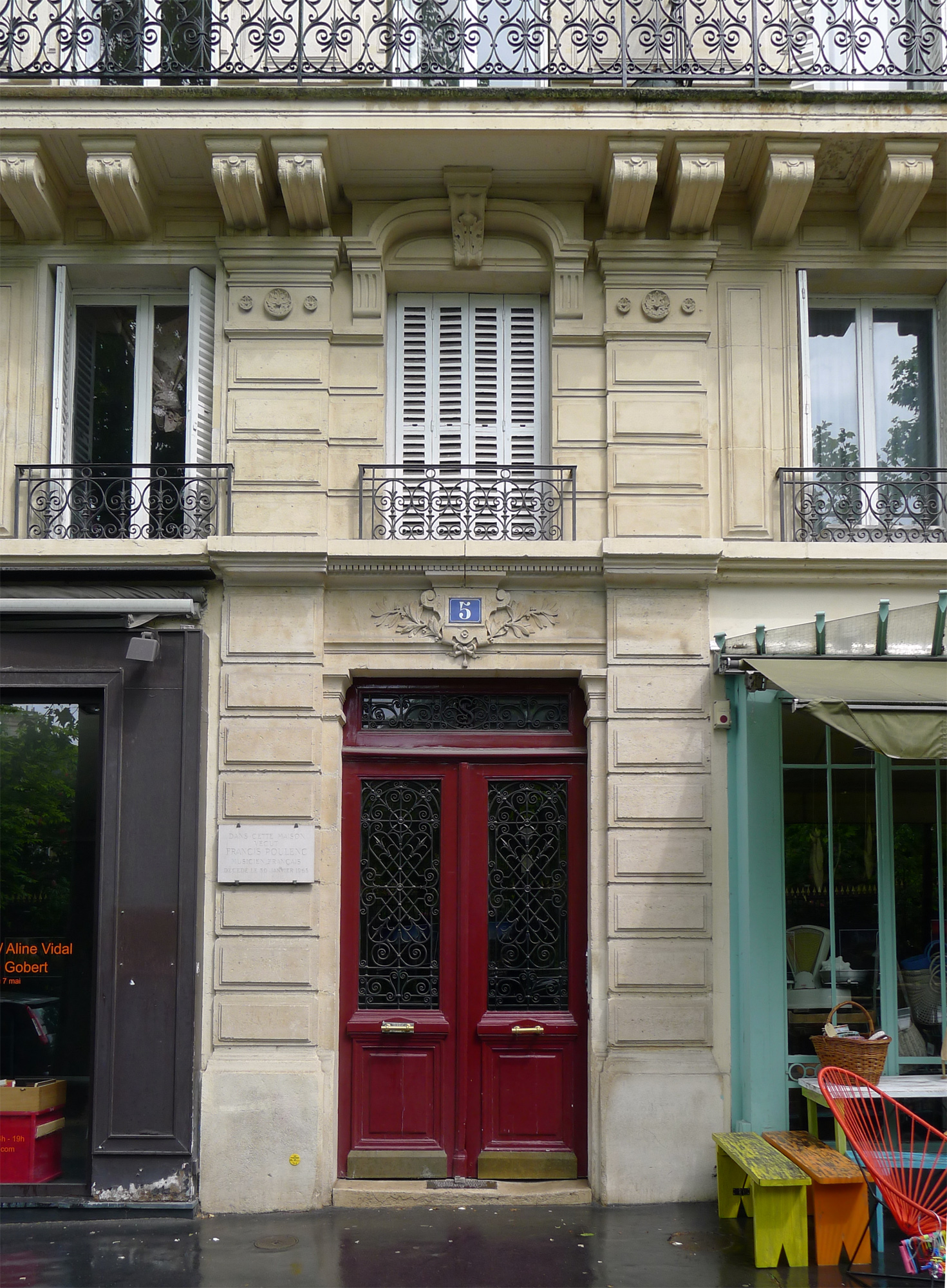
5号
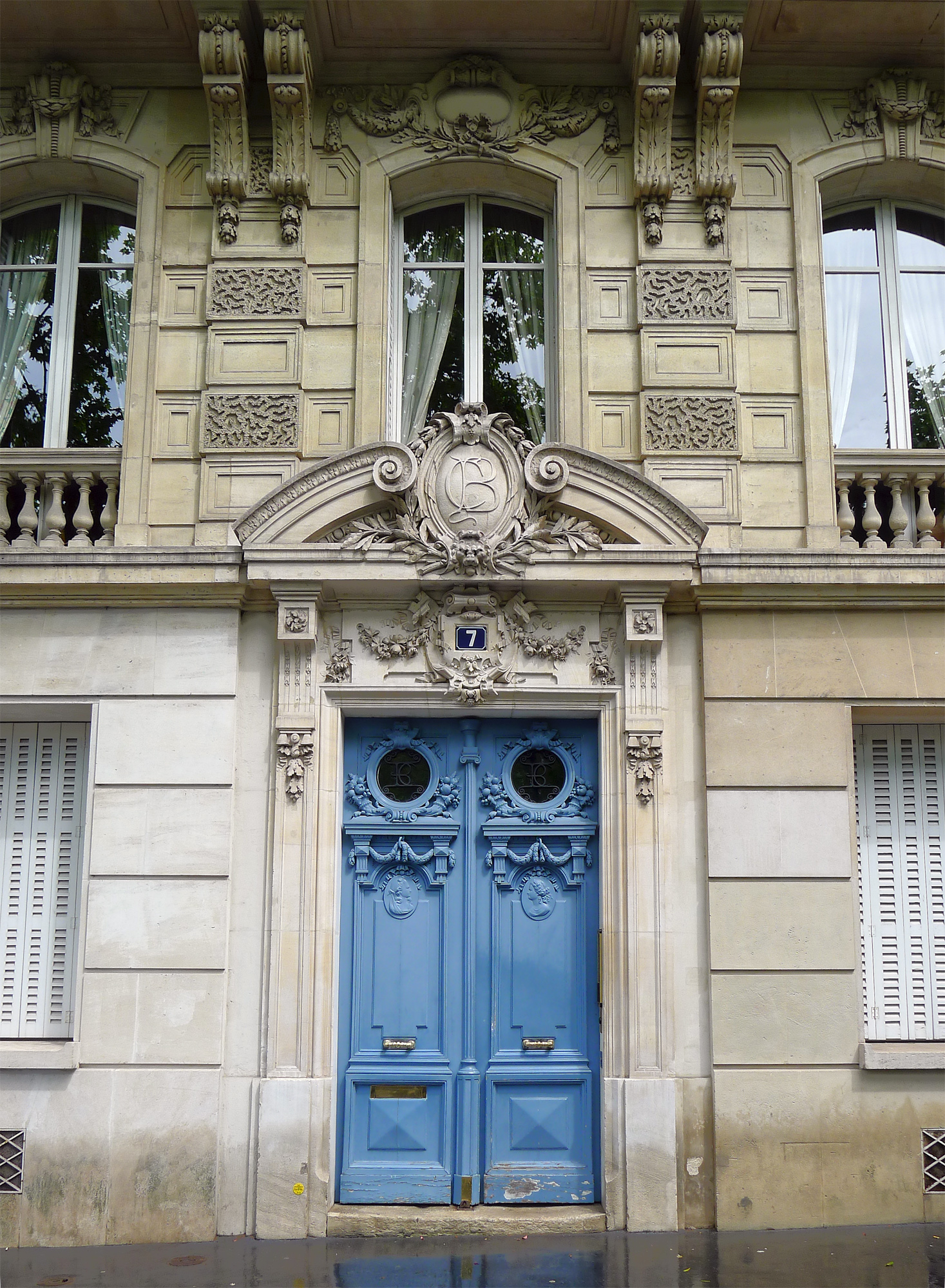
7号
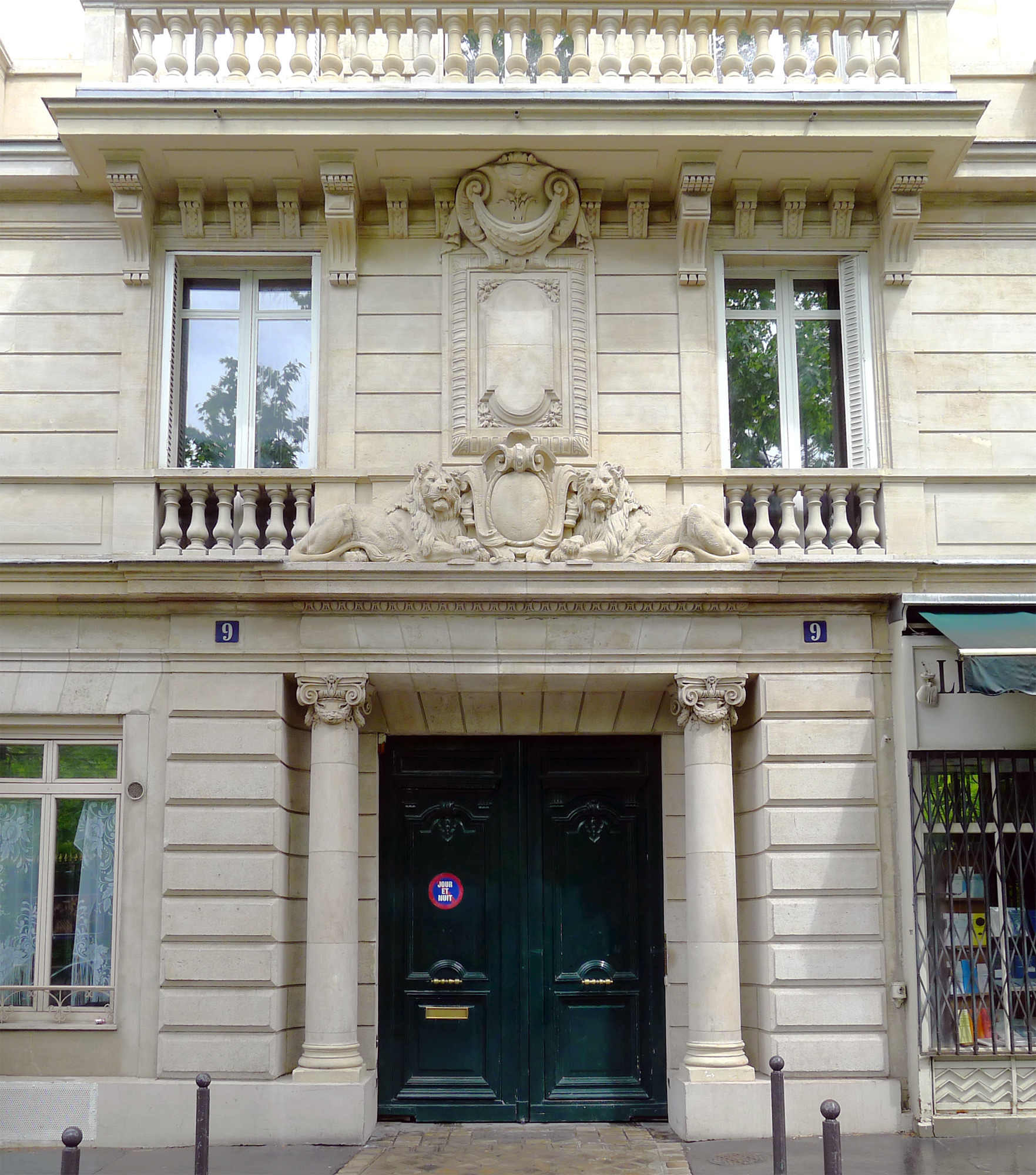
9号